# Paesi Bassi ai Giochi della V Olimpiade
I Paesi Bassi parteciparono ai Giochi della V Olimpiade che si sono svolti a Stoccolma dal 5 maggio al 27 luglio 1912, con una delegazione di 33 atleti impegnati in sette discipline.

## Medaglie
| Medaglia | Atleta      | Sport  | Evento          |
| -------- | ----------- | ------ | --------------- |
| Bronzo   | Paesi Bassi | Calcio | Torneo maschile |

## Risultati

### Calcio
| Atleta | Classifica |                        |
| --- | --- | ---------------------- |
| V · D · M Nazionale olandese · Calcio ai Giochi Olimpici Estivi 1912 P Göbel · P van Eck · D Bouman · D Feith · D Wijnveldt · C Boutmy · C de Korver · C de Wolf · C Fortgens · C Lotsij · A Bouvij · A de Groot · A ten Cate · A van Breda Kolff · A van der Sluis · A von Heijden · A Vos · CT : Chadwick | Bronzo |                        |
| Nazionale olandese · Calcio ai Giochi Olimpici Estivi 1912 | |                        |
| P Göbel · P van Eck · D Bouman · D Feith · D Wijnveldt · C Boutmy · C de Korver · C de Wolf · C Fortgens · C Lotsij · A Bouvij · A de Groot · A ten Cate · A van Breda Kolff · A van der Sluis · A von Heijden · A Vos · CT: Chadwick                                                                       | P Göbel · P van Eck · D Bouman · D Feith · D Wijnveldt · C Boutmy · C de Korver · C de Wolf · C Fortgens · C Lotsij · A Bouvij · A de Groot · A ten Cate · A van Breda Kolff · A van der Sluis · A von Heijden · A Vos · CT: Chadwick | Paesi Bassi (bandiera) |